# Arylidgelb

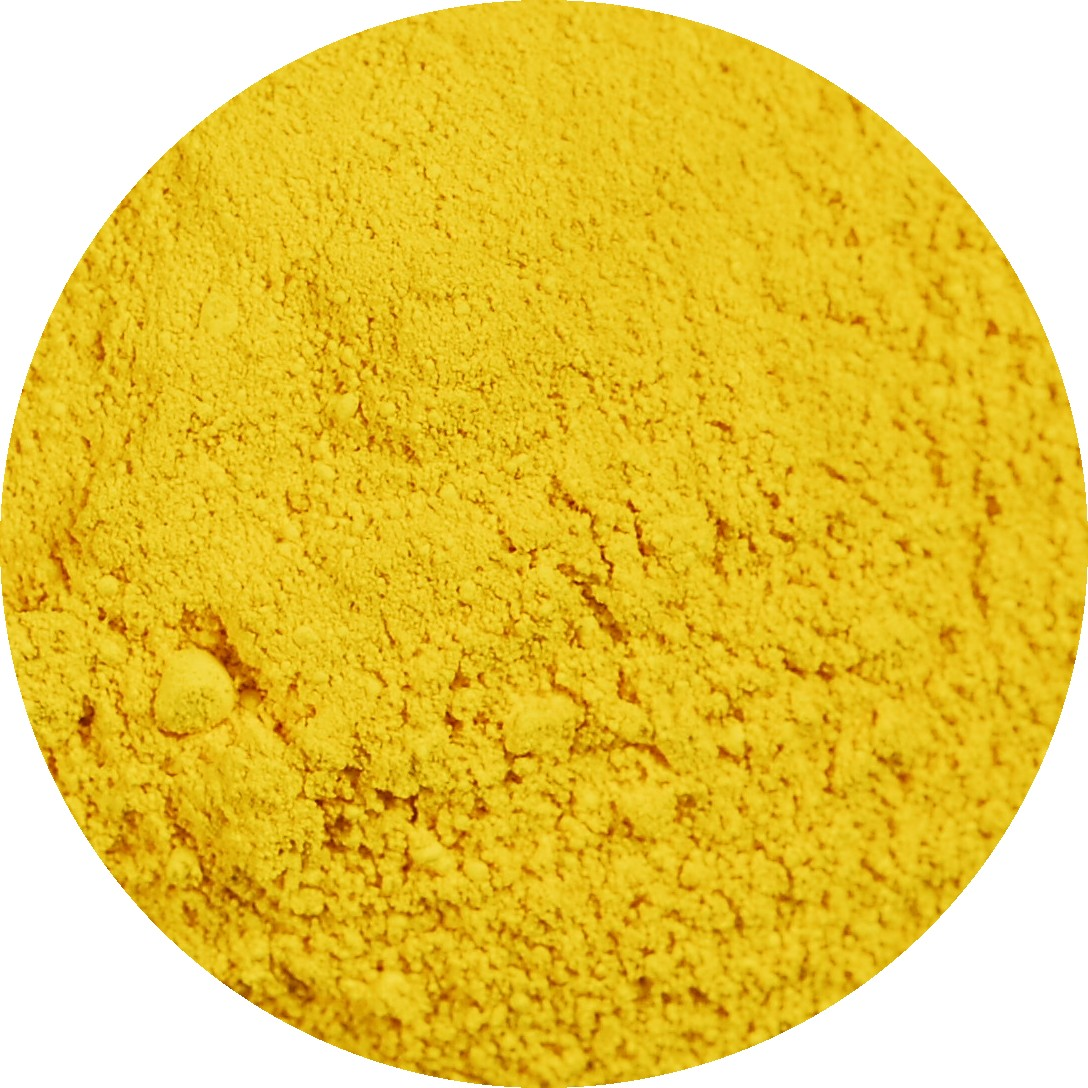
Pigment Yellow 74

Arylidgelb (auch Arylamidgelb) ist eine Gruppe von grün- bis rotstichig gelben, synthetischen organischen Monoazopigmenten, die mit Acetoacetanilid-Derivaten als Kupplungskomponente hergestellt werden. Sie werden für Malfarben, Kunststoffe und Druckfarben verwendet.
Das erste Pigment dieser Gruppe, C.I. Pigment Yellow 1, wurde 1909 patentiert.
Die Pigmente wurden unter der Bezeichnung Hansagelb von Meister, Lucius & Brüning, der späteren Hoechst AG vermarktet.
| Colour Index (C.I.) | Colour Index (C.I.) | Struktur               | Farbton                               | Ref.              |
| Name                | Nummer              | Struktur               | Farbton                               | Ref.              |
| ------------------- | ------------------- | ---------------------- | ------------------------------------- | ----------------- |
| Pigment Yellow 1    | 11680               | C.I. Pigment Yellow 1  | Warmes Gelb                           | [ 4 ] [ 5 ] [ 1 ] |
| Pigment Yellow 3    | 11710               | C.I. Pigment Yellow 3  | Stark grünstichiges Gelb Zitronengelb | [ 4 ] [ 5 ] [ 1 ] |
| Pigment Yellow 4    | 11665               | C.I. Pigment Yellow 4  | Grünstichiges Gelb                    | [ 4 ] [ 5 ]       |
| Pigment Yellow 65   | 11740               | C.I. Pigment Yellow 65 | Rotstichiges Gelb                     | [ 4 ] [ 5 ]       |
| Pigment Yellow 73   | 11738               | C.I. Pigment Yellow 73 | Neutrales bis grünstichiges Gelb      | [ 4 ] [ 5 ]       |
| Pigment Yellow 74   | 11741               | C.I. Pigment Yellow 74 | Grünstichiges Gelb                    | [ 4 ] [ 5 ]       |
| Pigment Yellow 97   | 11767               | C.I. Pigment Yellow 97 | Gelb                                  | [ 4 ] [ 5 ]       |

## Externe Links zu erwähnten Verbindungen
1. ↑  Externe Identifikatoren von bzw. Datenbank-Links zu Pigment Yellow 1:  CAS-Nr.: 2512-29-0, EG-Nr.: 219-730-8, ECHA-InfoCard: 100.017.937, PubChem: 221491, ChemSpider: 192174, Wikidata: Q27288185.
2. ↑  Externe Identifikatoren von bzw. Datenbank-Links zu Pigment Yellow 3:  CAS-Nr.: 6486-23-3, EG-Nr.: 229-355-1, ECHA-InfoCard: 100.026.687, PubChem: 94326, ChemSpider: 85129, Wikidata: Q27282827.
3. ↑  Externe Identifikatoren von bzw. Datenbank-Links zu Pigment Yellow 4:  CAS-Nr.: 1657-16-5, EG-Nr.: 216-754-0, ECHA-InfoCard: 100.015.232, PubChem: 74258, ChemSpider: 66864, Wikidata: Q82854404.
4. ↑  Externe Identifikatoren von bzw. Datenbank-Links zu Pigment Yellow 65:  CAS-Nr.: 6528-34-3, EG-Nr.: 229-419-9, ECHA-InfoCard: 100.026.746, PubChem: 110892, ChemSpider: 99538, Wikidata: Q72499819.
5. ↑  Externe Identifikatoren von bzw. Datenbank-Links zu Pigment Yellow 73:  CAS-Nr.: 13515-40-7, EG-Nr.: 236-852-7, ECHA-InfoCard: 100.033.487, PubChem: 61637, ChemSpider: 55545, Wikidata: Q27274943.
6. ↑  Externe Identifikatoren von bzw. Datenbank-Links zu Pigment Yellow 74:  CAS-Nr.: 6358-31-2, EG-Nr.: 228-768-4, ECHA-InfoCard: 100.026.153, GESTIS: 491455, PubChem: 22829, ChemSpider: 21397, Wikidata: Q27269580.